# Studio per la Conferma dell'ordine francescano
Lo Studio per la Conferma dell'ordine francescano è un disegno preparatorio per un affresco, eseguito da Domenico Ghirlandaio nel 1483 circa.

## Storia e descrizione
Il disegno che si conserva a Berlino, realizzato a penna e bistro, si riferisce all'affresco Papa Onorio III approva la Regola di San Francesco, eseguito nella lunetta della Cappella Sassetti, nella basilica di Santa Trinita, a Firenze e ultimato nel 1484 circa.
La conferma della Regola francescana fu sancita a Roma, il 29 novembre 1223, con la bolla Solet annuere. Una delle 28 scene della Vita di San Francesco, che decorano le pareti della Basilica di San Francesco ad Assisi e che sono tradizionalmente attribuite a Giotto, è la Conferma della Regola.
L'impianto dell'opera - interno di un ampio porticato, in cui sono rappresentate molte figure, organizzate in scene diverse ma complementari - appare nel disegno già quasi completo. Monache ed ecclesiastici, che hanno fatto ala al passaggio di san Francesco, siedono su panche separate. Qualche differenza essenziale, tra il disegno e il dipinto: gli ecclesiastici seduti di spalle, nel dipinto non sono su una semplice panca, bensì sopra un sedile con spalliera; nel dipinto la volta del porticato che funge da sala delle udienze ha perduto ogni accenno al sesto acuto (che dominava nel XIII secolo) e gli archi sono a tutto tondo, ridotti di numero e meno profondi. Manca nel disegno il fondale del porticato che resta chiuso da un muro; mentre nell'affresco i grandi archi del porticato si aprono direttamente sulla Loggia dei Lanzi e su Palazzo Vecchio, in una visione sfondata e rinascimentale di ampio respiro e come se la scena si fosse svolta a Firenze e non a Roma. L'apertura verso la piazza cittadina dà all'affresco una luminosità e una profondità che manca al disegno. Nell'affresco inoltre, gli ecclesiastici (che erano indistinti negli abiti, nel disegno) vestono il saio dei frati Francescani. I quattro personaggi che nel disegno erano seduti a fianco del papa (preti e monache), nell'affresco sono dipinti in piedi e caratterizzati nei loro tratti somatici e negli abiti: indossano ricche vesti e uno di loro è Lorenzo il Magnifico.
Resta l'invenzione del corteo che sale da un piano sottostante il livello del porticato; ma nell'affresco ai chierici, che apparivano nel disegno, sono stati sostituiti Agnolo Poliziano e i figli giovinetti di Lorenzo il Magnifico. Tra i presenti sono raffigurati componenti della famiglia Sassetti e Luigi Pulci.
Anche negli affreschi del Ghirlandaio, dipinti nel coro della Basilica di Santa Maria Novella Bernard Berenson ha notato una differenza notevole, rispetto ai molti disegni preparatori e ne ha indicato queste due cause: «in primo luogo la bramosia, nei committenti, d'immortalare parenti e amici d'ambedue i sessi con tutta la ridicola pomposità di gente che pretende di assumere un portamento maestoso al quale non è abituata fin dall'infanzia; in secondo luogo il largo intervento della bottega nell'esecuzione pittorica.»
Queste differenze fanno pensare ad un intervento massiccio da parte della committenza, in chiave gerarchica e di rispetto verso la famiglia de' Medici e la sua corte. Il disegno probabilmente sarà stato presentato sotto forma di progetto e poi modificato per opportunità politiche e dinastiche.